# Les Accusés (film)
Pour les articles homonymes, voir Les Accusés.
Pour plus de détails, voir Fiche technique et Distribution.
Les Accusés  (The Accused) est un film de procès dramatique américain réalisé par Jonathan Kaplan, sorti en 1988.
Le film est en compétition officielle pour l'Ours d'or lors du Festival de Berlin 1989 et Jodie Foster obtient l'Oscar de la meilleure actrice la même année.
Le scénario est inspiré de l'histoire de Cheryl Araujo, victime d'un viol collectif en 1983, à New Bedford dans le Massachusetts, et du procès qui s'est ensuivi, avec une couverture médiatique nationale.
Le film explore plusieurs thèmes dont le mépris de classe, la misogynie, le trouble de stress post-traumatique, le slut-shaming, la double victimisation et l'émancipation féminine.

## Synopsis
Sarah Tobias est violée un soir dans la salle des flippers d'un bar (une arrière-salle), successivement par trois hommes, en présence de quelques jeunes gens dont certains encouragent bruyamment et joyeusement la commission des crimes.
Lors de l'instruction du procès des trois violeurs, Kathryn Murphy, substitut du procureur, accepte (sans le dire à Sarah) de transiger avec leur défense en qualifiant les actes de « séduction abusive », permettant aux accusés de « plaider coupable » et d'être condamnés avec la possibilité d'une forte remise de peine. Sarah se sent trahie, estimant que son statut social de serveuse et son manque de bonnes manières ont bénéficié aux accusés.
Contre l'avis du procureur, Murphy attaque alors pour « complicité de crime » trois personnes qui ont assisté aux viols en les encourageant par leurs vociférations.

## Fiche technique
Sauf indication contraire, les informations mentionnées dans cette section peuvent être confirmées par les bases de données cinématographiques  présentes dans la section « Liens externes ».
- Titre : Les Accusés
- Titre québécois : Appel à la justice
- Titre original : The Accused
- Réalisation : Jonathan Kaplan
- Scénario : Tom Topor
- Musique : Brad Fiedel
- Photographie : Ralf D. Bode
- Montage : O. Nicholas Brown (de) et Gerald B. Greenberg
- Décors : Richard Wilcox
- Costumes : Trish Keating
- Production : Stanley R. Jaffe, Sherry Lansing et Jack Roe
- Société de production : Paramount Pictures
- Budget : 6 millions de dollars (4,55 millions d'euros)
- Pays de production :  Canada,  États-Unis
- Langue originale : anglais
- Format : couleurs - 1,85:1 - Dolby - 35 mm
- Genre : Policier et drame
- Durée : 111 minutes
- Dates de sortie : 
  - États-Unis : 14 octobre 1988
  - France : 22 février 1989
- Certification :
  - France : interdit aux moins de 12 ans lors de sa sortie en salles

## Distribution
Sauf indication contraire, les informations mentionnées dans cette section peuvent être confirmées par les bases de données cinématographiques  présentes dans la section « Liens externes ».
- Kelly McGillis (VF : Sylvie Moreau) : Kathryn Murphy
- Jodie Foster (VF : elle-même) : Sarah Tobias
- Bernie Coulson (en) (VF : Daniel Lafourcade) : Ken Joyce
- Leo Rossi (VF : Michel Mella) : Cliff « Scorpion » Albrect
- Ann Hearn (VF : Françoise Dasque) : Sally Fraser
- Carmen Argenziano (VF : Jean Barney) : D.A. Paul Rudolph
- Steve Antin (VF : Thierry Ragueneau) : Bob Joiner
- Tom O'Brien (en) (VF : Christophe Lemée) : Larry
- Peter Van Norden (de) (VF : Jacques Frantz ): l'avocat Paulsen
- Terry David Mulligan (VF : Georges Berthomieu) : le lieutenant Duncan
- Woody Brown (en) : Danny
- Scott Paulin (VF : José Luccioni) : l'avocat Ben Wainwright
- Tom McBeath :Stu Holloway, partie défense
- Kevin McNulty : avocat
- Jerry Wasserman : un avocat
- Bryan Johnson : Bailiff
- John H. Cox : un policier
- Garry Chalk : un journaliste
- Garwin Sanford : un journaliste

## Autour du film
- L'action du film est située non pas dans le Massachusetts, mais dans l'État de Washington
- Le tournage a eu lieu du 6 janvier au 14 février 1988 à Vancouver, au Canada (Colombie-Britannique).
- L'actrice Kelly McGillis tenait absolument à interpréter le rôle de Kathryn Murphy, à la suite de l'expérience douloureuse d'un viol subi en 1982[1].

## Bande originale
- I'm Talking Love, interprété par Vanessa Anderson.
- At This Moment, interprété par Billy Vera & The Beaters (en).
- Kiss of Fire, interprété par James Harman (en).
- Love To The Limit, interprété par Only Child.
- Love In Return, interprété par Gina Schock (en).
- Middle Of Nowhere, interprété par Gina Schock (en) et Vance DeGeneres (en).
- Walk In My Sleep, interprété par House of Schock.
- Mojo Boogie, interprété par Johnny Winter.

## Distinctions
Sauf indication contraire, les informations mentionnées dans cette section peuvent être confirmées par les bases de données cinématographiques  présentes dans la section « Liens externes ».
- Oscar de la meilleure actrice en 1989 pour Jodie Foster.
- Prix de la meilleure actrice pour Jodie Foster, par la National Board of Review en 1988.
- Golden Globe de la meilleure actrice dans un film dramatique en 1989 pour Jodie Foster.
- En compétition pour l'Ours d'or, lors du Festival de Berlin en 1989.
- Prix David di Donatello de la meilleure actrice étrangère en 1989 pour Jodie Foster.
- Nomination pour le BAFTA Award de la meilleure actrice pour Jodie Foster en 1990.